# Per Lönndahl
Douglas Per "Pelle" Lönndahl, född 21 december 1924 i Katarina församling i Stockholm, död 20 juli 2011 i Sankt Matteus församling i Stockholm, var en svensk ljudtekniker. Han var bror till sångaren Lasse Lönndahl.
Utöver de många filminspelningar då han var ljudtekniker var han även studiochef på Radio Nord 1961–1962 samt ljudlärare på Filmskolan och Dramatiska Institutet under tre decennier. Lönndahl är gravsatt i minneslunden på Kungsholms kyrkogård i Stockholm.

## Filmografi i urval
- 1959 - Får jag låna din fru?
- 1957 - Synnöve Solbakken
- 1956 - Kulla-Gulla
- 1956 - Sceningång
- 1956 - Swing it, fröken!
- 1955 - Älskling på vågen
- 1955 - Hoppsan!
- 1954 - Dans på rosor
- 1954 - Gula divisionen
- 1953 - Mästerdetektiven och Rasmus
- 1952 - 69:an, sergeanten och jag